# Hockey sur luge aux Jeux paralympiques de 1994
Navigation
Nagano 1998
Les épreuves de hockey sur luge aux Jeux paralympiques d'hiver de 1994 se tiennent du 10 mars 1994 au 19 mars 1994 à l'Håkons Hall de Lillehammer. C'est la première apparition du para-hockey dans le programme paralympique avec une épreuve ouverte qui est officiellement mixte même si pour ce tournoi, la seule hockeyeuse est Britt Mjaasund Øyen (en) qui intègre l'équipe norvégienne.

## Résultats

### Tour préliminaire
| Clt   | Équipe          | PJ | V | D | N | BP | BC | Diff | Pts |
| ----- | --------------- | -- | - | - | - | -- | -- | ---- | --- |
| +001, | Norvège         | 4  | 2 | 0 | 2 | 8  | 2  | +6   | 6   |
| +002, | Suède           | 4  | 3 | 1 | 0 | 14 | 4  | +10  | 6   |
| +003, | Canada          | 4  | 2 | 1 | 1 | 6  | 2  | +4   | 5   |
| +004, | Grande-Bretagne | 4  | 1 | 2 | 1 | 2  | 7  | -5   | 3   |
| +003, | Estonie         | 4  | 0 | 4 | 0 | 2  | 17 | -15  | 0   |

- Qualifiés pour la finale
- Qualifiés pour la petite finale

### Phase finale

#### Match pour la troisième place
|  | Canada | 2-0 | Grande Bretagne |  |

#### Finale
|  | Norvège | 0-1 (0-0, 0-0, 0-0) | Suède |  |

## Classement final
| Place                                  | Équipe          |
| -------------------------------------- | --------------- |
| Médaille d'or, Jeux paralympiques      | Suède           |
| Médaille d'argent, Jeux paralympiques  | Norvège         |
| Médaille de bronze, Jeux paralympiques | Canada          |
| 4                                      | Grande-Bretagne |
| 5                                      | Estonie         |

## Médaillés
| Or | Argent | Bronze |
| --- | --- | --- |
| Suède - Sven Carlsson - Jan Edbom - Bengt-Arne Johansson - Bengt-Gösta Johansson - Rolf Johansson - Kenth Jonsson - Goran Karlsson - Jens Kask - Mats Nyman - Leif Wahlstedt | Norvège - Helge Bjørnstad - Alf Engeseth - Knut Erling Granaas - Eskil Hagen - Atle Haglund - Britt Mjaasund Øyen - Kjetil Korbu Nilsen - Hans Christian Norseth - Rolf Einar Øyen - Kjell Vidar Røyne - Erik Sandbråten | Canada - John Belanger - Yves Joseph Carrier - J. C. Chan - Jamie Eddy - Angelo Gavillucci - Pat Griffin - Dan Jansen - Robert Lionel Lagace - Herve Lord - Shawn Matheson - Dean Mellway - Lou Mulvihill - Todd Nicholson - Pierre Pichette - Ken Schneider |